# José Luis López de Lacalle
José Luis López de Lacalle Arnal (Tolosa, 1938 – Andoain, 7 maggio 2000) è stato un giornalista e attivista spagnolo che scriveva per il quotidiano El Mundo e fu assassinato dal gruppo terroristico facente capo all'Euskadi Ta Askatasuna (ETA).

## Biografia
Nato durante la guerra civile spagnola, López de Lacalle proveniva da una famiglia che abitava nella periferia della città, in una zona di lingua basca. A causa delle limitate risorse economiche dei genitori, iniziò a lavorare fin da ragazzo nell'industria della carta.
Faceva parte di una cerchia di giovani intellettuali, che tra l'altro leggevano scrittori come Pío Baroja, Luis Martín-Santos Ribera e altri scrittori baschi. In quello stesso periodo, insieme a Enrique Múgica entrò a far parte del Partito Comunista di Spagna (PCE) alla fine degli anni Cinquanta. Partecipò alla creazione dei sindacati Commissioni Lavoratori (CC. OO.)
Durante la dittatura di Francisco Franco fu arrestato dalla polizia Il 23 agosto 1966, accusato di "associazione illegale",
Dopo l'arresto, scontò cinque anni di reclusione nella prigione di Carabanchel. Dopo la transizione spagnola partecipò alla creazione della Sinistra Unita nei Paesi Baschi ma ben presto si dissociò da questa coalizione per via della sua adesione agli accordi nazionalistici siglati nel patto di Estella.
Dopo aver lasciato Sinistra Unita si avvicinò al Partido Socialista de Euskadi (PSE), il partito socialista dei Paesi Baschi,
Definito uomo di sinistra, mantenne sempre una posizione molto critica contro il nazionalismo basco e il suo ambiente, nonché un fermo impegno contro la violenza e il terrorismo dell'ETA e in favore della pace e della libertà nei Paesi Baschi sia durante il franchismo che in seguito. Non si candidò con il PSE bensì da indipendente.
Dopo l'omicidio di Miguel Ángel Blanco da parte del gruppo terroristico ETA, partecipò alla creazione dell'associazione civica Foro Ermua nel 1998.

### Le minacce e l'omicidio
López de Lacalle sosteneva che la vita nei Paesi Baschi, sia dei cittadini che dei politici e dei giornalisti, era sempre sotto la minaccia del terrorismo: lui stesso fu minacciato più volte e la sua casa fu bersagliata da bombe Molotov.
Il 7 maggio 2000, alle 9:45, mentre stava rincasando, dopo avere comprato i giornali e avere fatto colazione a un bar nelle vicinanze della sua abitazione al numero 4 della calle Ondarreta de Andoain, fu avvicinato da due membri dell'ETA, che lo attendevano nascosti all'interno di un portico dell'edificio adiacente e che gli spararono colpendolo con quattro colpi di pistola al torace e alla testa.
I soccorsi sono stati inutili. Il corpo di López de Lacalle è stato coperto con un lenzuolo bianco ed è rimasto a terra. Accanto ad esso, un ombrello rosso, aperto verso l'alto, e due buste contenenti i giornali acquistati poco prima.
I funerali si sono svolti il 9 maggio presso la chiesa di San Martin ad Andoain, alla periferia di San Sebastián,
L'arrivo del feretro, seguito dalla vedova di Lacalle Mari Paz Artolazabal, e dai figli Aitzibe e Alain è stato salutato da una folla di duemila persone.

### Proteste contro l'ETA
La morte di Lacalle ha scatenato la protesta di migliaia di persone contro l'ETA e ha originato un manifesto dal titolo  "No nos callarán" (non ci faranno tacere), firmato da oltre cento direttori di organi di informazione spagnoli in cui si condannava l'omicidio e la violenza dell'ETA. L'anno successivo, l'organizzazione Reporter senza frontiere ha chiesto al Parlamento europeo una risoluzione che confermasse la determinazione dell'Unione europea contro la politica del terrore nei Paesi Baschi. Secondo i dati di RSF erano un centinaio i giornalisti nel mirino dell'ETA.

### Le indagini e gli arresti
Joseba Pagazaurtundúa, poliziotto che fu anch'egli assassinato dall'ETA tre anni dopo l'omicidio di López de Lacalle, ipotizzava in un video denuncia che l'assassinio del giornalista fosse dovuto a una serie di articoli che quest'ultimo aveva scritto riguardo collusioni politiche con l'ETA su una variante dell'autostrada di Leizarán e per i quali, sempre secondo il poliziotto, López de Lacalle aveva subito minacce oltre a vedersi censurare da El Diario Vasco gli scritti riguardanti la faccenda.
L'11 dicembre 2002, José Ignacio Guridi Lasa è stato condannato a 30 anni di carcere per avere commesso materialmente il delitto dietro comando dell'ETA. L'uomo è stato trovato in possesso della pistola usata per uccidere López de Lacalle, una calibro 38 di marca Arminius. Nel 2009 è stato condannato quale mandante dell'assassinio di López de Lacalle Javier García Gaztelu, alias Txapote, che ha così collezionato oltre 300 anni di condanna; sempre nel 2009, è stato trasferito dalla Francia in Spagna Asier Arzalluz, accusato di avere partecipato al delitto e di altri attentati, tra cui l'omicidio di due poliziotti.